# 平麓城址
平麓城，位于云南省德宏傣族景颇族自治州瑞丽市城区西北部，始建于明朝万历年间，因是勐卯土司驻地，又称勐卯城:584。

## 历史
麓川之役后，明朝废除麓川平缅宣慰司，改设陇川宣抚司。明缅战争时，驻扎勐卯的陇川宣抚司同知多俺曾投靠缅甸、引导缅军寇边，在抚夷官漆文昌授意下，陇川于万历二十一年（1593年）联合孟密、芒市等土司将多俺剿杀。随后，云南巡抚陈用宾在腾越州西南修建云南八关，防缅内侵。由于驻军边疆，粮饷运费高昂，陈用宾决定建城屯垦，万历二十四年（1596年），漆文昌和腾越参将吴显忠在土地肥沃的麓川旧址建平麓城。
万历三十三年（1605年）缅甸占领蛮莫，蛮莫宣抚同知思忠逃至干崖，云南巡抚周嘉谟筹划平麓城屯田事宜，建议将思忠安插于勐卯开屯，并改其思姓为衎姓。万历三十九年（1611年）兵部尚书李化龙正式报请将衎忠安插于勐卯屯田，获得批准。清顺治十六年（1659年），改为勐卯安抚司。勐卯土司驻地最初在姐告，后迁往姐勒，1787年迁入平麓城:19。
近代，勐卯土司将勐卯城划为四个片：东门片、西门片、南门片和北门片，每片都由一个“勐”级或“准”级的官员任总管。东门片最大，下设五个“滚贺”（头人）和“万索”（使唤人）；北门片最小，只有三个工作人员。四座城门昼夜按时开关，以敲锣为号，设有专职敲锣人员“腮”。:22
到民国时期，古城墙、城门犹存，中华人民共和国成立后，1950年至1953年间，瑞丽县政府办事机构驻扎在勐卯城内:539。1954年，在勐卯城以东500米的荒丘上建设新城:539，因物资匮乏，将城墙砖石拆除用于建房:584。

## 遗址
平麓城故址在今瑞丽老城区，为南北向长方形城池，经1982年云南省文物考察工作队瑞丽小组测量，勐卯城长884米、宽503米，全城总面积0.47平方千米，建有东、西、南、北四座城门，门洞深17米、宽6.3米，城墙残高4.8米、厚10米，内层用粘土夯压而成，外层包砖，外砖厚55厘米，高2.7米:85，城墙使用砖块规格为37×17×11厘米:122。旧时土司署位于城东北部，占地0.09平方千米:85。街道用长方青石板铺筑，在城中心作十字形铺设，四端直达各城门，通往东门的街道长259米、宽4米:49。现存有废城墙一段、一座完整石桥、七口古井（其中三口仍在使用）、召三达庙遗址一处、勐卯土司署附属建筑一座、部分石板街道、城门外的古菩提树数株:85:122，以及大量城砖、花砖和素面砖:49。
1972年，曾在城内挖出铜炮一门，推测为清末驻防清军所遗:89。

## 文物保护
1993年11月16日，云南省人民政府将平麓城址列入云南省文物保护单位:123。1996年2月，云南省文化厅拨款8万元修复平麓城东门，为砖石结构，开拱形门洞，高8.13米，深6.33米，宽24.61米:50。